# Heute ich… morgen Du!
Heute ich… morgen Du! (Originaltitel: Oggi a me… domani a te!) ist ein 1968 entstandener Italowestern mit Bud Spencer. Alternativtitel sind Der Dicke ist nicht zu bremsen und Stoßgebet für einen Hammer. Die deutschsprachige Erstaufführung erfolgte am 19. November 1968.

## Handlung
Nach fünf Jahren Gefängnis wird der unschuldig Verurteilte Bill Kiowa entlassen. Der Grund für seine Verurteilung war sein früherer Freund James Elfego, ein Schwertkämpfer mit asiatischen Wurzeln, Revolverheld und Anführer einer Gruppe von Gesetzlosen. Elfego vergewaltigte und ermordete Kiowas Ehefrau. Außerdem deponierte er Diebesgut bei ihm und informierte den Sheriff, sodass Kiowa eines von Elfegos Verbrechen angelastet wurde. Kiowa erwirbt eine Schusswaffe, um sich zu rächen. Schon vor dem Ausgang des Waffengeschäfts muss er zwei ihm Auflauernde in Notwehr töten.
Von seinen Rücklagen, welche ein Freund für ihn verwahrte, akquiriert Kiowa für je 5.000 Dollar vier Revolvermänner, um seinen Rachefeldzug zu unterstützen. Er verspricht ihnen dieselbe Summe nochmal, wenn sie die Mission letztlich erfolgreich erfüllen. Dabei handelt es sich im Einzelnen um den großen Iren O’Bannion, den Sheriff Jeff Milton, das Greenhorn Bunny Fox und den Glücksspieler Francis 'Colt' Moran. Auf dem Rachefeldzug geraten Kiowa und O’Bannion in einen Hinterhalt, werden gefangen genommen und von fünf Gesetzlosen bewacht, während Elfego einen Geldtransport überfällt. Sie können jedoch noch rechtzeitig von den drei anderen befreit werden, wobei alle Bewacher ihr Leben lassen.
Als Elfego nach seiner Rückkehr vom Überfall das Desaster entdeckt, verfolgt er seine Widersacher. Der Showdown beginnt nachmittags in einem Birkenwald. Mit geschickten Tricks wird Elfegos Gefolgschaft nach und nach, durch die Nacht bis in den Morgen hinein, dezimiert. Zuletzt verletzt Elfego O’Bannion, wird dann aber von Kiowa gestellt. Hier kann er ihn dank seiner jahrelangen Reaktionsübungen im Duell entwaffnen und übt schließlich Rache für den Mord an seiner Frau.
Alle fünf beschließen danach, gemeinsam ihr Glück im Süden zu suchen.

## Synchronisation
Die deutsche Synchronfassung entstand bei der Berliner Synchron GmbH.
| Darsteller        | Rolle              | Synchronsprecher  |
| ----------------- | ------------------ | ----------------- |
| Bud Spencer       | O‘Bannion          | Edgar Ott         |
| Aldo Marianecci   | Barbier            | Peter Schiff      |
| Pietro Torrisi    | Bill               | Michael Chevalier |
| Brett Halsey      | Bill Kiowa         | Uwe Friedrichsen  |
| Riccardo Petrazzi | Bandit             | Gerd Martienzen   |
| William Berger    | Francis Colt Moran | Jürgen Thormann   |
| Tatsuya Nakadai   | James Elfego       | Rolf Schult       |
| Wade Preston      | Jeff Milton        | Arnold Marquis    |
| Franco Gula       | Mann im Saloon     | Herbert Weißbach  |
| Dana Ghia         | Maria Kiowa        | Renate Danz       |
| Jeff Cameron      | Moreno             | Claus Jurichs     |
| Teodora Corro     | Waffenhändler      | Franz Otto Krüger |

## Kritiken
Konträr beurteilten das Lexikon des internationalen Films und die Zeitschrift Cinema das Werk: Sahen erstere einen „blutigen Western, der genüsslich die Lust am Töten demonstriert“, erkannte zweitere einen „feinen Italo-Western ohne Klamauk und Manierismen.“ Der Evangelische Film-Beobachter bemerkte lapidar, bei dem Streifen handle es sich um eine kunstlos und trivial gezimmerte Westernhandlung.